# 1991 (EP)
1991 – debiutancki extended play amerykańskiej raperki Azealii Banks, wydany w 2012 roku. Wydawnictwo było promowane przez single "212" i "Liquorice", ale teledyski zostały nagrane do wszystkich piosenek.
Oryginalne wydanie miało zawierać jedynie trzy piosenki: "212", "1991" i "Grand Prix". Po przesunięciu planowanej daty wydania, zamieniono ostatni utwór na "Liquorice" i "Van Vogue". "Grand Prix" pojawiło się potem na albumie Broke with Expensive Taste pod tytułem "Miss Camaraderie".
Pierwszy singel, "212", został wydany 6 grudnia 2011 w Wielkiej Brytanii, zajął tam najwyższą pozycję 12. na liście UK Singles Chart. "Liquorice" został drugim singlem z EPki i opublikowano go 4 grudnia 2012.

## Lista utworów
1. "1991" (Azealia Banks, Kevin James, Travis Stewart) – 3:30
2. "Van Vogue" (Banks, Stewart) – 5:57
3. "212" (feat. Lazy Jay) (Banks, Jef Martens) – 3:24
4. "Liquorice" (Banks, Matthew Cutler) – 3:18